# Advanced Land Observing Satellite
Der Advanced Land Observing Satellite (deutsch Fortschrittlicher Landbeobachtungssatellit), kurz ALOS, nach dem Start umbenannt in Daichi (‚Erde‘, ‚Erdboden‘), ist ein japanischer Erdbeobachtungs-Satellit, der die Erde auf einer sonnensynchronen Bahn umkreist. Er liefert Daten für die Kartografie, den Umweltschutz und die Bewältigung von Katastrophen. Mit ALOS nimmt Japan an der Internationalen Charta für Weltraum und Naturkatastrophen teil.
Aus unbekannter Ursache fiel am 22. April 2011 die Spannungsversorgung aus und der Satellit war nicht mehr ansprechbar. Die Nachfolgemission ALOS 2 wurde am 24. Mai 2014 gestartet.

## Daten
Die Energieversorgung beträgt 7 kW (EOL), damit ist eine Lebensdauer von 3 bis 5 Jahren geplant. Der Satellit überfliegt in einem Zyklus von 3 Tagen dieselben Orte. Als Lageregelungsgenauigkeit werden mit Ground Control Points 2,0 × 10−4° angegeben, die Orbitpositionsgenauigkeit soll offline 1 m betragen. Die von den Optiken gewonnenen Daten werden auf einen Onboard-Datenspeicher mit 90 Gb übertragen, verwendet wird ein Solid-state-Datenrekorder. Bei der Übertragung via Data Relay Technology Satellite wird eine Datenübertragungsrate von 240 Mbps erreicht; die Direktübertragung leistet die Hälfte.

## Geräte
Der Satellit hat 3 Instrumente an Bord:
- PRISM für Stereoaufnahmen 
 - Panchromatic Remote-sensing Instrument for Stereo-Mapping
  - Spektralband 0,52 - 0,77 μm
  - Anzahl der Optiken: 3 (Nadir/Forward/Backward)
  - Breiten-Höhen-Verhältnis: 1,0 (Forward/Backward)
  - S/N: > 70 = 18 dB
  - MTF: >0.2
  - Ortsauflösung am Boden: 2,5 m
  - Swath Breite: 35 km (Triplet mode), 70 km (Nadir Only, Wide swath mode)
  - Pointing Winkel ±1,5 deg (Triplet mode)

- das Radiometer AVNIR-2 
 - Advanced Visible and Near Infrared Radiometer Typ 2
  - Spektralband (μm) Band1 : 0.42 - 0.50, Band2 : 0.52 - 0.60, Band3 : 0.61 - 0.69, Band4 : 0.76 - 0.89
  - S/N: >200 (23 dB)
  - MTF: >0.2
  - Auflösung: 10 m (bei Nadir Pointing)
  - Swath-Breite: 70 km (bei Nadir Pointing)
  - Pointing-Winkel: ±44 deg.

- das L-Band-Radar PalSAR 
 - Phased Array L-Band Synthetic Aperture Radar
  - im hochauflösenden Modus:
    - Frequenz: L-band (1,27 GHz, entsprechend 23,6 cm Wellenlänge)
    - Polarisation HH, VV, HH&HV, VV&VH
    - Auflösung: 10 m
    - Swath Breite: 70 km
    - Off-nadir Winkel: 10-51°

  - im ScanSAR-Modus:
    - Frequenz: L-band (1,27 GHz)
    - Polarisation: HH, VV
    - Auflösung: 100 m
    - Swath-Breite: 250–350 km
    - Off-nadir-Winkel: 10-51°